# Куйбышев (Волгоградская область)
Куйбышев — посёлок в Среднеахтубинском районе Волгоградской области России.
Административный центр Куйбышевского сельского поселения.

## География
Расположен на правом берегу Ахтубы напротив посёлка Средняя Ахтуба и в 25 км к востоку от Центрального района Волгограда.
К северу от посёлка находится мост через Ахтубу, связывающий посёлок с райцентром и городом Волжский, на запад от моста отходит автодорога к Волгограду (через Волгоградский мост). От посёлка на юг отходит автодорога вглубь Волго-Ахтубинской поймы (к посёлкам Красный Сад, Суходол, Покровка и др.).
Реестр улиц
- Ахтубинская
- Байкальская
- Вишневая
- Дружбы
- Жукова
- Заречная
- Зеленая
- Комсомольская
- Луговая
- Майская
- Мелиораторов
- Мира
- Молодежная
- Набережная
- Новая
- Новоселов
- Октябрьская
- Песчаная
- Почтовая
- Привольная
- Придорожная
- Промышленная
- Рабочая
- Раскатная
- Речная
- Садовая
- Славянская
- Советская
- Совхозная
- Спортивная
- Строительная
- Тополевая
- Турусова
- Школьная
- Юбилейная
- пер. Больничный
- пер. Веселый
- пер. Клубный
- пер. Первомайский
- пер. Прибайкальский
- пер. Солнечный
- пер. Южный

## Население
| 2010 |
| ---- |
| 2468 |